# فرشته‌ماهی پوست‌لیمویی
فرشته‌ماهی پوست‌لیمویی (نام علمی: Centropyge flavissima) نام یک گونه از سرده فرشته‌ماهی‌های کوتوله است.